# Battletoads (jeu vidéo, 1994)
Battletoads, également connu sous le nom de Super Battletoads, est un jeu sur borne d'arcade de type beat them all développé en 1994 par Rare et édité par Electronic Arts. Il est beaucoup plus sombre et plus poussé graphiquement que les autres jeux de la série Battletoads. Il est le seul de la série à ne pas avoir été porté sur console de salon, bien qu'une adaptation sur Super NES fût commencée puis annulée. Il est également le seul jeu de la série où les trois Battletoads peuvent combattre simultanément à l'écran, ainsi que le seul titre, avec la version Game Boy, où la Reine Noire n'est pas le boss final.

## Système de jeu
Ce jeu est composé de six niveaux, autant de boss, sauf que cette version est différente de ce que les joueurs ont pu connaître de la licence, en effet la plupart du temps le jeu vous proposera d'avancer en mettant au tapis divers ennemis, vous avez trois genres d'armes à votre disposition : la masse, le pistolet laser et une caisse qui explose au contact du sol, vous pouvez également exécuter un finish move dès que l'un de vos adversaires est au sol.
Le jeu entier se déroule ainsi à l’exception du niveau quatre qui se jouera d'une manière similaire au fameux niveau nommé Wookie Hole sur la version NES du jeu. Le sixième lui est une sorte de mélange de plusieurs mécaniques venant de différents jeux : le niveau se passe sur un vaisseau, vous êtes armés d'un machinegun que vous pouvez améliorez en three range ou en lance-flammes, vous ne pouvez pas bougez tant que vous tirez et vous devez défendre contre les multiples ennemis grâce à votre arme.